# Sven Lau

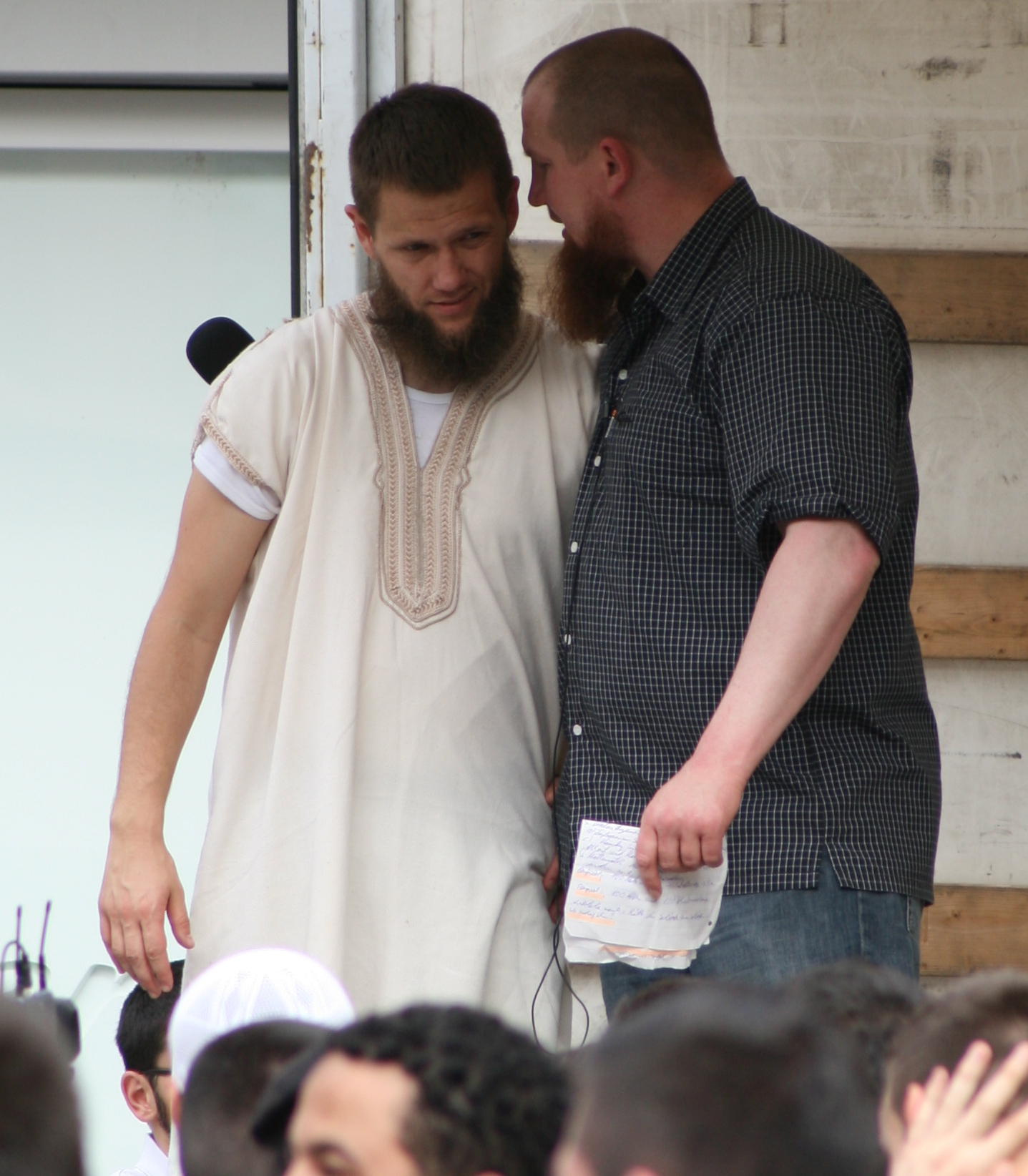
Sven Lau (vlevo) a Pierre Vogel v roce 2014

Sven Lau (známý též jako Abú Adam, * 15. října 1980 v Mönchengladbachu) je
německý islámský kazatel a aktivista. Pochází z
katolické rodiny. Roku 1999 konvertoval k islámu. Je
následovníkem dalšího německého konvertity k islámu, Pierre Vogela. Žije v Düsseldorfu, je ženatý a má
pět dětí. Byl několikrát trestně stíhán a je jednou z nejznámějších tváří německé
salafistické scény.